# Powiat drohiczyński (1795–1843)
Powiat drohiczyński  (niem. Kreis Drohycin, ros. Дрогичинский уе́зд) – jednostka administracyjna na ziemiach zabranych należąca w latach 1795-1807 do Królestwa Prus (do departamentu białostockiego Prus Nowowschodnich), a następnie w latach 1808–1843 do  Imperium Rosyjskiego (do obwodu białostockiego).
Siedzibą powiatu było miasto Drohiczyn.

## Królestwo Prus(1795-1807)
16 listopada 1794 upadło powstanie kościuszkowskie, w rok później upadła I Rzeczpospolita. Po trzecim rozbiorze tereny północno-wschodniej Polski weszły w skład państwa pruskiego, które utworzyło z nich nową prowincję Prusy Nowowschodnie z podziałem na dwa departamenty: białostocki i płocki. Departament białostocki podzielono na dziesięć powiatów (dystryktów) – jednym z nich był powiat drohiczyński.
Powiat drohiczyński objął inicjalnie 6 miast: Ciechanowiec, Drohiczyn, Mielnik, Niemirów, Siemiatycze i  Wysokie Mazowieckie; później 5 miast, bo w 1800 roku Niemirowa nie zaliczono już do miast.

## Imperium Rosyjskie(1808–1843)

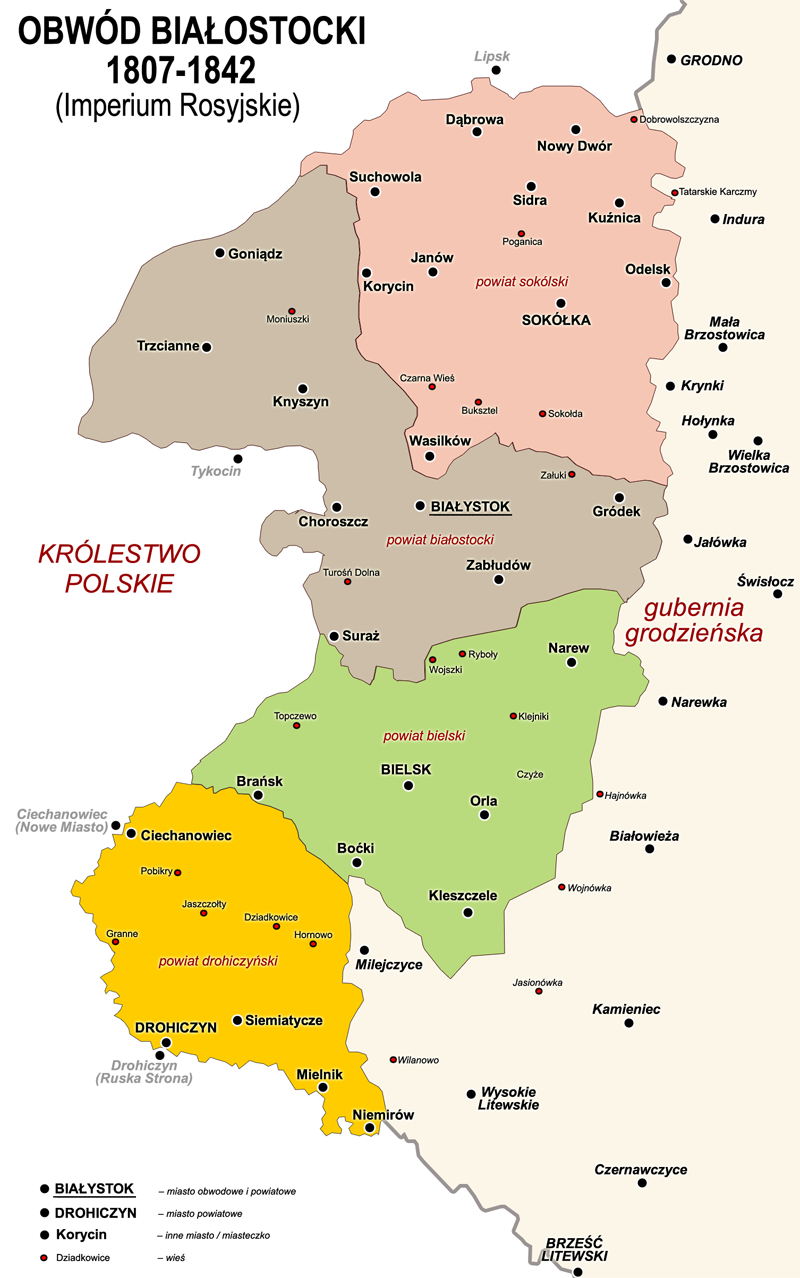
Powiat drohiczyński (kolor żółty) w obwodzie białostockim

W 1808 roku, na mocy traktatu tylżyckiego, terytorium powiatu drohiczyńskiego odłączono od Prus i przekazano Rosji, gdzie wszedł w skład obwodu białostockiego; jedynie Wysokie Mazowieckie i jego okolice weszły w skład Księstwa Warszawskiego (państwa polskiego związanego unią personalną z Królestwem Saksonii), gdzie weszły w skład departamentu łomżyńskiego.
Po zlikwidowaniu w 1843 obwodu białostockiego powiat drohiczyński przeszedł do guberni grodzieńskiej, gdzie równocześnie został zlikiwdowany i włączony do powiatu bielskiego.
Powiat drohiczyński liczył w 1815 roku 11,515 mieszkańców, a w 1833 roku 18,745 mieszkańców, będąc najmniej ludnym powiatem obwodu.